# Apol·lònides d'Argos
Apol·lònides (en llatí Apollonides, en grec antic Ἀπολλωνίδης) fou governador d'Argos elevat a aquest càrrec per Cassandre.
L'any 315 aC va envair Arcàdia i es va apoderar de la ciutat d'Estimfal. Mentre era allí els argius, contraris a Cassandre, es van revoltar, i van cridar Alexandre, el fill de Polispercó i van prometre lliurar-li la seva ciutat si els ajudava. Alexandre no va arribar amb prou rapidesa i Apol·lònides, que sembla que estava informat dels moviments de l'enemic, va tornar ràpidament a Argos on s'havien reunit prop de 500 senadors al pritaneu. Va fer tancar i vigilar totes les portes i finestres i va posar foc a l'edifici, on va morir tothom. Altres argius que havien pres part a la revolta van ser executats o exiliats.